# Ніна Тапіо
Ніна Тапіо (24 лютого 1972 , Гельсінкі ) — фінська співачка, авторка пісень, акторка музиклів та музикант. Її співоча кар'єра почалася у п'ятирічному віці, коли вона співала для запису дитячої платівки.

## Життєпис
Тапіо навчалася в Гельсінській консерваторії естради та джазу, де отримала диплом викладача співу. У 1994 році разом з Ганною-Рійккою Сітонен заснувала гурт Taikapeili, випустивши три альбоми до 1999 року. У 1998 та 2003 роках вона також записала два альбоми з Адімусом.
У 2005 році Тапіо співала фоновий вокал для Ґейра Реннінга на Євробаченні 2005 року. У тому ж році вона також була членом журі фінського телевізійного шоу «Idols», яке продовжилося в сезоні 2006—2007 років. Її запросили на телевізійну трансляцію у Фінляндії пісенного конкурсу Євробачення 2006 разом з Ганною-Рійккою Сітонен. Тапіо, що була на трансляції одна, зачитувала бали, які надала Фінляндія на тому ж конкурсі.
Ніна Тапіо була бек-вокалісткою на записах фінських виконавців, включаючи Кірку, Таускі, Ейні, Каке Ранделін, Матті я Теппо та Мейджу Сувас.

## Дискографія

### З Тайкапейлі
- Suuri salaisuus (1994)
- Nähdään taas — moi! (1995)
- Nukahda, jos uskallat (1999)

### З Адіемом
- Adiemus III: Dances of Time (1998)
- Adiemus V: Vocalise (2003)

### Інші
- Ethän käänny pois (Ніна Тапіо та Томі Мецакето, 2003)
- My One and Only Love (Ніна Тапіо та Гейр Рьоннінг, 2005)
- Jotain jää (Ніна Тапіо та Мікко Леппілампі, 2005)
- Elämän syliin (Ніна Тапіо, 2005)

### Дубляж фінських фільмів
- Русалочка (Аріель) (новіший фінський дубляж, 1998)
- Quest For Camelot (Singing Voice Of Kayley) (1998)
- Принц Єгипту (Співаючий голос Міріам) (1998)
- Історія іграшок 2 (Співаючий голос Джессі) (1999)
- Русалонька 2: Поклик моря (2000)
- Гарфілд: Фільм (Доктор Ліз Вілсон) (2004)
- Маленька курочка (Фокси Локсі) (2005)
- Herbie: Fully Loaded (Charisma) (2005)
- Русалонька: Дитинство Аріель (2008)
- Frozen Fever (партія хору) (2015)